# Misophriopsis australis
Misophriopsis australis is een eenoogkreeftjessoort uit de familie van de Misophriidae. De wetenschappelijke naam van de soort is voor het eerst geldig gepubliceerd in 1999 door Martínez Arbizu & Jaume.